# Löytty
Löytty är en sjö i kommunen Lojo i landskapet Nyland i Finland. Sjön ligger 99 meter över havet. Den är 6,01 meter djup. Arean är 83 hektar och strandlinjen är 5,69 kilometer lång. Sjön  ingår i Karisåns huvudavrinningsområde.   Den ligger omkring 67 km nordväst om Helsingfors. 